# Daniel Wełna
Daniel Wełna (ur. 3 grudnia 1955 w Bydgoszczy) – polski kajakarz, medalista mistrzostw świata, trener, olimpijczyk z Montrealu 1976 i Moskwy 1980.
Zawodnik klubu Zawisza Bydgoszcz.
Dwukrotny mistrz świata z roku 1977 w konkurencji K-4 na dystansie 500 metrów i 1000 metrów (partnerami byli: Ryszard Oborski, Grzegorz Kołtan, Henryk Budzicz).
Srebrny medalista mistrzostw w Duisburgu (1979) w konkurencji K-4 na dystansie 1000 metrów (partnerami byli: Grzegorz Kołtan, Ryszard Oborski, Grzegorz Śledziewski) oraz w Nottingham (1981) w konkurencji K-2 na dystansie 500 metrów (partnerem był Waldemar Merk).
Trzykrotny brązowy medalista mistrzostw świata: Belgradzie (1978) w konkurencji K-4 na dystansie 500 metrów (partnerami byli: Henryk Budzicz, Grzegorz Kołtan, Ryszard Oborski), Duisburgu (1979) w konkurencji K-4 na dystansie 500 metrów (partnerami byli:Grzegorz Kołtan, Ryszard Oborski, Grzegorz Śledziewski), Nottingham (1981) w konkurencji K-2 na dystansie 1000 metrów (partnerem był: Włodzimierz Merk).
Na igrzyskach w 1976 roku w Montrealu wystartował w konkurencji K-2 na dystansie 1000 metrów (partnerem był: Ryszard Tylewski). Polska osada odpadła w półfinale.
Na igrzyskach w 1980 roku w Moskwie wystartował w konkurencji K-4 na dystansie 1000 metrów (partnerami byli: Ryszard Oborski, Grzegorz Kołtan, Grzegorz Śledziewski). Polska osada zajęła 4. miejsce.
Po zakończeniu kariery sportowej podjął pracę trenera.